# Nelson de Souza Kohl
Nelson de Souza Kohl (Marília, 25 de janeiro de 1940 – Chile, 16 de setembro de 1973) foi militante do Partido Operário Comunista (POC) e lutou contra o regime militar brasileiro.
É um dos casos investigados pela Comissão da Verdade, que apura mortes e desaparecimentos na ditadura militar brasileira.

## Biografia
Descendente de alemães e filho de Francisco Kohl e Rita de Souza Kohl, Nelson estudou no Colégio Canadá, em Santos. Mudou-se para São Paulo e entrou na Escola de Comunicação e Artes (ECA) da USP, na qual estudou até o 2º ano.
De acordo com o testemunho de João Luiz Kohl Moreira, seu sobrinho, Nelson abrigou-o em seu apartamento em 1971, no bairro de Pinheiros. João disse que admirava o tio, mas que foi alertado dos riscos de morar com ele:
| “ | Aí travei a primeira conversa séria com ele e me surpreendi com o seu aspecto sério. […] Foi quando ele me alertou para os problemas que eu poderia vir a ter morando e convivendo com ele. De sua militância, dos perigos da repressão, da instabilidade da vida que levava. Pude compreender bem o que ele queria dizer. | ” |

Nessa época, Nelson já tinha se casado com Elaine Beraldo. Durante a sessão da Comissão da Verdade, que abordou o caso do desaparecimento de Nelson Kohl e Luiz Carlos Almeida, foi lida uma carta de Elaine, que vive na França, que revelava sua esperança de que a verdade fosse trazida à tona sobre a repressão militar. De acordo com João Luiz:
| “ | […] a vida conjugal de meu tio era a mais normal possível. Percebi que eles conversavam bastante, mas, certamente, o casamento era impregnado de uma fervorosa paixão. | ” |

Apesar das atuações e militâncias clandestinas, Nelson sempre visitava os pais aos finais de semana.

### Vida política
Seu interesse pela política começou em 1966, aos 26 anos, quanto entrou em contato com as lutas dos estivadores do porto de Santos e dos metalúrgicos da Cosipa, em Cubatão, SP. Durante o período em que esteve na universidade, participou ativamente dos movimentos e manifestações estudantis, tanto dentro da USP como nas passeatas de rua.
Era militante do Partido Operário Comunista (POC), razão pela qual passou a ser perseguido pelos órgãos de repressão política. Exilou-se na Argentina até novembro de 1972 para fugir da perseguição e mudou-se para Santiago, no Chile, em seguida, onde trabalhou como tradutor no Instituto de Estudos Econômicos e Sociais.
De acordo com depoimento de Ângela Mendes de Almeida, Nelson, enquanto morava no Chile, dividia uma casa com o casal Celso Castro e Sandra Castro, também militantes do POC, com seus filhos Flávia e Joca.
Nessa época, foi julgado à revelia pela 1ª Auditoria do Exército, em São Paulo, e foi condenado a dois anos de prisão.

### Desaparecimento, Buscas e Morte
O desaparecimento do militante ocorreu em 15 de setembro de 1973, quanto tinha 33 anos. Na época, Nelson morava em uma casa com a sua esposa, Elaine Beraldo, e alguns amigos, um deles, Sandra Macedo de Melo Castro, no bairro de La Cistina em Santiago, Chile. As duas mulheres e seus filhos presenciaram a detenção. Ele foi sequestrado por 70 soldados da Força Aérea Chilena que entraram na casa pelas portas e janelas, revistaram todos os cômodos e perguntavam pelo dono da casa (que não se encontrava no momento), sem mencionar nome algum. Nelson foi levado à um caminhão militar e os militares diziam que era para averiguações. Foi executado um dia depois, em Santiago.
Enquanto isso, no dia seguinte, Elaine, Sandra e as crianças refugiaram-se na Embaixada da Argentina e nada mais souberam sobre Nelson, que não foi localizado apesar das denúncias apresentadas às Nações Unidas e à Cruz Vermelha, além das buscas realizadas por esses e outros órgãos de direitos humanos e amigos pessoais por muitos anos.
Milhares de parentes fizeram o que podiam para encontrar Nelson. Sua mãe adotiva mandou uma carta ao General Pinochet pedindo informação sobre o que poderia ter acontecido com o seu filho. Elaine recorreu à Embaixada alemã na Argentina pois, Nelson, era descendente de alemães. Ainda, em 1980 a família de Nelson dirigiu apelo ao chanceler Saraiva Guerreiro para que, na visita que realizaria ao Chile em junho daquele ano, procurasse obter informação sobre seu paradeiro.
A certificação oficial de sua morte foi obtida somente em 1993, quando os deputados Nimário Miranda e Alfredo Valadão foram a Santiago em missão da Comissão Externa para Desaparecidos Políticos da Câmara dos Deputados, após numerosas gestões perante organismos internacionais de Direitos Humanos. Sua família foi informada, posteriormente, que seus restos mortais foram cremados um mês depois de seu falecimento. Nos dados entregues ao Serviço Médico Legal consta que seu corpo foi enviado ao SML pela II Fiscalia Militar e o local onde encontraram o morto é "ignorado". A data do falecimento está registrada como 16 de setembro de 1976, às 09h45, com procedência da 8º Comisaria. A causa da morte indicada nos registros é "Disparo de arma de fuego de intención no determinada" (feridas de bala torácico-abdominais), e a natureza da lesão mortal é "herida bala tóraco abdominal". O médico responsável pela necropsia foi Alfredi Vargas Baeza, diretor do SML na época. O cadáver registra saída do SML no dia 26 de setembro de 1973, com translado direto para o Cemitério Geral de Santiago. No campo destinado a "Retiro Cuerpo/Familiar", consta que isso foi feito pelo próprio SML, constituindo-se em um "Cuerpo sin entrega", denominação dada pelos pesquisadores aos executados políticos confirmados cujos restos mortais não foram entregues ou encontrados.
O laudo da autópsia de Nelson foi assinado pelo médico Alfredo Vargas, diretor do Instituto Médico Legal de Santiago, o mesmo que atestou a morte de dezenas de pessoas após o golpe de Estado de 1973. Informações contraditórias do Cemitério Geral de Santiago dão conta que Nelson teria sido cremado em 17/10/73 ou em 04/01/74.
Os registros de Nelson de Souza Kohl demonstram de modo contundente as tergiversações e arbitrariedades instauradas desde o princípio na ditadura chilena. Em primeiro lugar, como apontado pelo Proyecto Autopsias, tem-se que dos 785 corpos confiados às Fiscalias Militares, 670 são vítimas confirmadas de violações aos direitos humanos pela Comissão Rettig; dessas 785 vítimas, 755 correspondem à III Fiscalia Militar. Depois, apesar de os laudos das necropsias apontarem corretamente a natureza da lesão mortal, pouquíssimos indicaram se tratar de um homicídio, como era sua obrigação, determinada por lei, mesmo havendo ação evidente de terceiros, a causa externa é "Disparo por arma de fuego de intención no determinada" numa ampla gama de casos. Por fim, o local é "Ignorado", apesar de sua procedência ser a 8º Comisaria, que deveria precisar o local da morte, pois foi difundido que Nelson Kohl morreu em via pública devido a um enfrentamento com a polícia.
De acordo com o Dossiê Ditadura: Mortos e Desaparecidos Políticos no Brasil (1964-1985):
| “ | A família de Nelson, ao tentar apurar o seu desaparecimento, chegou a três versões: na primeira, teria sido preso pela polícia chilena e entregue a militares brasileiros, que agiram no Chile durante o golpe que depôs o presidente Salvador Allende. Mais tarde, teria sido confinado na ilha de Fernando de Noronha. A segunda informa que foi preso e levado para a Base Aérea de San Bernardo, em Paradero, 32, da Gran Avenida, em Santiago, Chile. E a terceira, a que a família julga ser a mais provável, que teria sido metralhado pelo próprio comando que o prendeu. | ” |

O Comitê Nacional de Ajuda aos Refugiados da ONU, a Cruz Vermelha Internacional e a Cruz Vermelha Argentina denunciaram sua prisão na época. Na década de 1990, na tentativa de esclarecer as mortes e desaparecimentos políticos brasileiros no Chile, a Comissão de Representação Externa sobre os Desaparecidos Políticos da Câmara Federal viajou até o país, e lá encontrou o seu atestado de óbito.
| “ | De acordo com esse documento, ele teria sido morto em confronto com a polícia, dois dias depois de sua prisão. Esse atestado foi assinado pelo médico Alfredo Vargas, diretor do Instituto Médico Legal de Santiago, o mesmo que atestou a morte de dezenas de pessoas após o golpe de Estado de 1973, entre eles a do presidente Allende. | ” |

Oficialmente, quatro brasileiros foram mortos pela ditadura chilena, sendo Nelson um deles.

## Comissão da Verdade
O desaparecimento de Nelson Kohl foi abordado pela Comissão Estadual da Verdade Rubens Paiva em 29 de agosto de 2013 em audiência pública, no Auditório Teotônio Vilela. A sessão abordou também o desaparecimento de Luiz Carlos Almeida, que pertencia ao POC e que também foi executado pelo órgão de repressão do Chile.
De acordo com o site Memórias da Ditadura, a conclusão da Comissão da Verdade sobre o caso de Nelson foi que a Corporação Nacional de Reparação e Reconciliação do Chile admitiu que o mesmo foi detido por agentes do Estado chileno e executado à margem da lei enquanto era mantido privado de liberdade.